# Behamberg
Behamberg – gmina w Austrii, w kraju związkowym Dolna Austria, w powiecie Amstetten, w rejonie Mostviertel. Według Austriackiego Urzędu Statystycznego liczyła 3 326 mieszkańców (1 stycznia 2017).